# Iernut
Iernut (Radnót en hongrois, Radnuten en allemand) est une commune roumaine du județ de Mureș, dans la région historique de Transylvanie et dans la région de développement du Centre.

## Géographie
La ville de Iernut est située dans l'ouest du județ, dans la plaine de Transylvanie, sur la rive gauche du Mureș, à 32 km au sud-ouest de Târgu Mureș, le chef-lieu du județ et à 12 km à l'est de Luduș.
La municipalité est composée de la ville de Iernut elle-même et des villages suivants (population en 2002) :
- Iernut (5 830), siège de la municipalité ;
- Cipău (1 138) ;
- Deag (390) ;
- Lechința (801) ;
- Oarba de Mureș (161) ;
- Porumbac (32) ;
- Racameț (26) ;
- Sălcud (774) ;
- Sfântu Gheorghe (371).

## Histoire
Les premières traces de peuplement datent de l'époque néolithique et de la colonisation romaine, avec la colonie Patausia fondée par Septime Sévère. La première mention écrite de la ville date de 1257 sous le nom de Terra Ranolti. Son église romane est incendiée en 1241 par les tatars, reconstruite après les invasions mongoles vers 1486 et devient réformée au XVIe siècle. Pendant le Moyen Âge, la ville est un actif marché vinicole et acquiert le statut d'arrondissement (oppidum Radnot) avec un marché au bétail. On site un manoir noble au XVe siècle. Magdolna Bánffy édifie de nouvelles fortifications en 1553, communs et écuries (voir le château de Kornis–Rákóczi–Bethlen). Zsigmond Rákóczi (hu) (1622–1652), frère de Georges II Rákóczi et fils de Georges Ier Rákóczi, en fait une résidence princière en 1650.
Dans le contexte des guerres turcs, Radnót/Iernut est le théâtre de 15 sessions parlementaires de la Diète de Transylvanie (en), sous Abaffi II qui y vécut.
En 1876 lors de la réorganisation administrative de la Transylvanie, la ville est rattachée au comitat de Torda-Aranyos dont le chef-lieu est Torda.
Jusqu'alors partie intégrante du royaume de Hongrie, la ville devient roumaine en 1920 à la suite du traité de Trianon et à la désintégration de l'Autriche-Hongrie. Elle retourne à la Hongrie à la suite du deuxième arbitrage de Vienne en 1940, puis devient de nouveau roumaine en 1945. Oarba de Mureș, qui appartient à la municipalité de Iernut, a été le lieu de l'une des plus grandes batailles roumaine de la Seconde Guerre mondiale lors de laquelle 11 000 soldats roumains trouvèrent la mort. La petite communauté juive fut déportée par les nazis pendant la Shoah au printemps 1944.
Iernut obtient le statut de ville le 17 mai 1989.

## Politique
Le Conseil Municipal de Iernut compte 15 sièges de conseillers municipaux. À l'issue des élections municipales de juin 2008, Ioan Nicoară (PNL) a été élu maire de la Ville.
| Parti                                                      | Nombre de conseillers |
| ---------------------------------------------------------- | --------------------- |
| Parti national libéral (PNL)                               | 6                     |
| Parti démocrate-libéral (PD-L)                             | 3                     |
| Parti de la Nouvelle Génération - Chrétien-démocrate (PNG) | 3                     |
| Parti social-démocrate (PSD)                               | 2                     |
| Union démocrate magyare de Roumanie (UDMR)                 | 1                     |

## Religions
En 2002, la composition religieuse de la ville était la suivante :
- Chrétiens orthodoxes, 75,75 % ;
- Réformés, 12,40 % ;
- Catholiques romains, 3,21 % ;
- Catholiques grecs, 2,54 % ;
- Pentecôtistes, 2,43 % ;
- Chrétiens évangéliques, 1,12 %.

## Démographie
Iernut fait partie des rares villes de Transylvanie qui ait toujours eu une majorité roumaine.
En 1900, la ville comptait 4 528 Roumains (67,91 %) et 2 164 Hongrois (32,45 %).
En 1930, on recensait 5 284 Roumains (67,48 %), 2 131 Hongrois (27,22 %), 98 Juifs (1,25 %) et 302 Tsiganes (3,86 %).
En 2002, 7 229 Roumains (75,92 %) côtoient 1 426 Hongrois (14,97 %) et 852 Tsiganes (8,95 %). La commune comptait 3 414 ménages et 4 276 logements. Iernut a atteint son maximum de population en 1966 avec 11 635 habitants.
| 1850  | 1880  | 1900  | 1910  | 1930  | 1956  | 1977   | 1992  | 2002  |
| ----- | ----- | ----- | ----- | ----- | ----- | ------ | ----- | ----- |
| 5 268 | 5 123 | 6 668 | 7 020 | 7 830 | 8 276 | 10 084 | 9 719 | 9 523 |

| 2007  | - | - | - | - | - | - | - | - |
| ----- | - | - | - | - | - | - | - | - |
| 9 658 | - | - | - | - | - | - | - | - |

## Économie
La base de l'économie de la ville repose sur l'agriculture, la pisciculture et les activités commerciales. Du gaz naturel est extrait sur le territoire communal et la ville possède une importante centrale thermique.

## Communications

### Routes
Iernut est située sur la route nationale DN14 (route européenne 60) qui relie Târgu Mureș à Cluj-Napoca. À deux kilomètres plus à l'est de la ville se trouve l'embranchement de la route nationale DN14A qui la relie avec Târnăveni et Mediaș, dans le județ de Sibiu.

### Voies ferrées
Iernut est située sur la ligne Războieni-Deva, ce qui la met en relation ferroviaire avec Târgu Mureș et Luduș.

## Lieux et monuments
- Château de Kornis–Rákóczi–Bethlen, à l'abandon actuellement. Construit en 1545 dans le style Renaissance, réaménagé entre 1650 et 1660 par un architecte vénitien sur les ordres du prince de Transylvanie Georges II Rakoczi. Il a été utilisé au XXe siècle comme lycée agricole.
- Temple protestant de style gothique construit entre 1486 et 1593, clocher de 1909.
- Église orthodoxe de l'Annonciation (Buna Vestire) du XIIIe siècle.
- Étangs.
- Village de Deag, église orthodoxe en bois des Saints-Archanges-Michel-et-Gabriel (Sf Arhangeli Mihail și Gavriil) de 1765.
- Ville da Cipău, église du XVe siècle.

## Jumelages
Wavre-Sainte-Catherine (Belgique) depuis 2001 (ville flamande de la province d'Anvers).